# Велика цариця

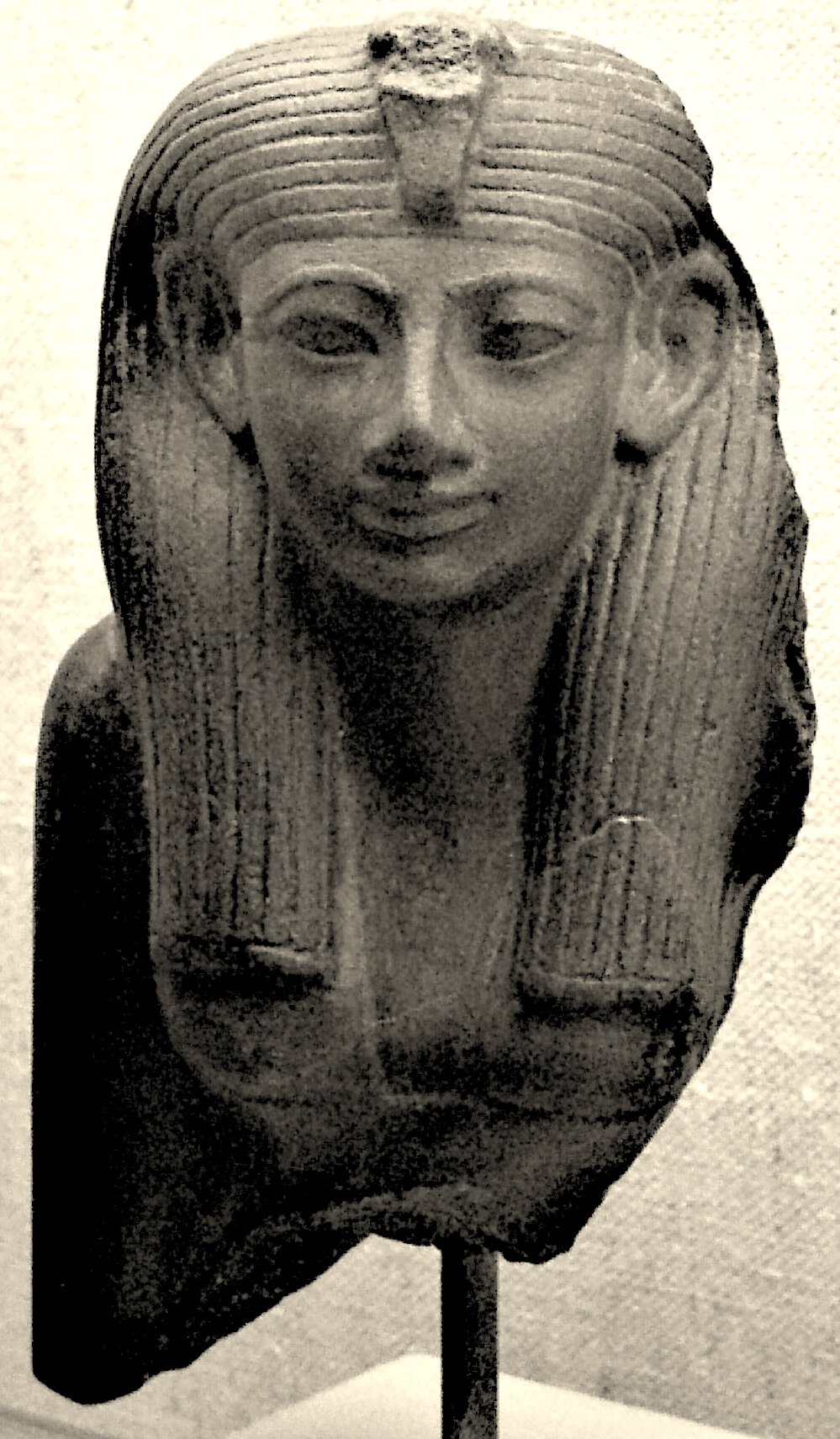
Хатшепсут була головною дружиною Тутмоса II, а потім регентом свого пасинка Тутмоса III. — Музей витончених мистецтв, Бостон

| M23 | N41 · X1 | wr | t |

Велика цариця, Велика царська дружина або Головна дружина царя (єгипет. ḥmt nswt wrt) — титул головної цариці в оточенні фараона в Стародавньому Єгипті.

## Початок титулування
Меретсегер, головна дружина Сенусерта III — найраніша відома цариця, чиє ім'я записано з цим титулом і укладено в картуш. Однак, свідоцтва про неї є лише в пізнішому епосі Нового царства, тому титул може бути анахронізмом. Можливо, першою власницею титулу була Нубхаес з Другого перехідного періоду.

## Жінка-фараон
Особливе місце в історії «великих царських дружин» займає Хатшепсут. Вона була «великою царською дружиною» її неповнорідного брата Тутмоса II. За цей час Хатшепсут стала «дружиною бога Амона» (найвищий ранг жриці у храмі Амона в Карнаці). Після смерті чоловіка вона стала регентом, через малий вік її пасинка Тутмоса III, єдиного спадкоємця чоловічої статі (народженого наложницею Ісідою.), і правила успішно 22 роки. Хоча до неї і інші жінки правили Єгиптом, Хатшепсут була першою жінкою, яка отримала титул фараон. Ставши фараоном, вона призначила свою дочку Неферуру верховною жрицею, передавши їй титул «Дружина бога Амона». Можливо, її дочка стала «великою дружиною» Тутмоса III, але немає доказів їх передбачуваного шлюбу.